# Turneul celor Patru Trambuline 2017-2018
Turneul celor Patru Trambuline 2017-18 a avut loc în cele patru locuri tradiționale:  Oberstdorf, Garmisch-Partenkirchen, Innsbruck și Bischofshofen situate în Germania și Austria, în perioada 29 decembrie 2017 și 6 ianuarie 2018.

## Rezultate

### Oberstdorf
HS 137 Schattenbergschanze, Germania

30 decembrie 2017
| Loc | Nume            | Naționalitate | 1a(m) | 2a (m) | Puncte | Puncte Total Turneu |
| --- | --------------- | ------------- | ----- | ------ | ------ | ------------------- |
| 1   | Kamil Stoch     | Polonia       | 126,0 | 137,0  | 279,7  | 279,7               |
| 2   | Richard Freitag | Germania      | 128,5 | 127,0  | 275,5  | 275,5               |
| 3   | Dawid Kubacki   | Polonia       | 126,5 | 129,0  | 270,1  | 270,1               |
| 4   | Stefan Kraft    | Austria       | 132,0 | 119,0  | 262,8  | 282,8               |
| 5   | Stefan Hula     | Polonia       | 123,0 | 120,5  | 259,2  | 259,2               |

### Garmisch-Partenkirchen
HS 140 Große Olympiaschanze, Germania

1 ianuarie 2018
| Loc | Nume               | Naționalitate | 1a(m) | 2a (m) | Puncte | Puncte Total Turneu |
| --- | ------------------ | ------------- | ----- | ------ | ------ | ------------------- |
| 1   | Kamil Stoch        | Polonia       | 135,5 | 139,5  | 283,4  | 563,1 (1)           |
| 2   | Richard Freitag    | Germania      | 132,0 | 137,0  | 275,8  | 551,3 (2)           |
| 3   | Anders Fannemel    | Norvegia      | 132,5 | 136,5  | 270,2  | 525,5 (5)           |
| 4   | Junshirō Kobayashi | Japonia       | 137,0 | 131,5  | 269,2  | 526,3 (4)           |
| 5   | Tilen Bartol       | Slovenia      | 136,0 | 133,5  | 268,9  | 510,6 (9)           |

### Innsbruck
HS 130 Bergiselschanze, Austria

 4 ianuarie 2018
| Loc | Nume               | Naționalitate | 1a(m) | 2a (m) | Puncte | Puncte Total Turneu |
| --- | ------------------ | ------------- | ----- | ------ | ------ | ------------------- |
| 1   | Kamil Stoch        | Polonia       | 130,0 | 128,5  | 270,1  | 833,2 (1)           |
| 2   | Daniel-André Tande | Norvegia      | 129,5 | 125,0  | 255,6  | 749,7 (4)           |
| 3   | Andreas Wellinger  | Germania      | 133,0 | 126,0  | 253,5  | 768,7 (2)           |
| 4   | Andreas Stjernen   | Norvegia      | 125,0 | 127,0  | 241,1  | 620,2 (23)          |
| 5   | Jernej Damjan      | Slovenia      | 127,0 | 120,0  | 239,9  | 744,2 (8)           |

### Bischofshofen
HS 140 Paul-Ausserleitner-Schanze, Austria

 6 ianuarie 2018Rezultate Bischofshofen Arhivat în 8 noiembrie 2014, la Wayback Machine.
| Loc | Nume              | Naționalitate | 1a(m) | 2a (m) | Puncte | Puncte Total Turneu |
| --- | ----------------- | ------------- | ----- | ------ | ------ | ------------------- |
| 1   | Kamil Stoch       | Polonia       | 132,5 | 137    | 275,6  | 1108,8 (1)          |
| 2   | Anders Fannemel   | Norvegia      | 130,0 | 139,0  | 272,4  | 1021,3 (3)          |
| 3   | Andreas Wellinger | Germania      | 129,0 | 139,5  | 270,5  | 1039,2 (2)          |
| 4   | Stefan Kraft      | Austria       | 130,5 | 135,5  | 268,6  | 859,1 (20)          |
| 5   | Robert Johansson  | Norvegia      | 127,0 | 140,0  | 268,2  | 1009,4 (5)          |

### Clasament General
Clasamentul general după desfășurarea a patru concursuri. 
| Loc | Nume                 | Naționalitate | Oberstdorf (final) | Garmisch-Partenkirchen (final) | Innsbruck (final) | Bischofshofen (final) | Puncte Total Turneu |
| --- | -------------------- | ------------- | ------------------ | ------------------------------ | ----------------- | --------------------- | ------------------- |
| 1   | Kamil Stoch          | Polonia       | 279,7              | 283,4                          | 270,1             | 275,5                 | 1108,8              |
| 2   | Andreas Wellinger    | Germania      | 254,0              | 261,2                          | 253,5             | 270,5                 | 1039,2              |
| 3   | Anders Fannemel      | Norvegia      | 255,3              | 270,2                          | 223,4             | 272,4                 | 1021,3              |
| 4   | Junshirō Kobayashi   | Japonia       | 257,1              | 269,2                          | 239,4             | 255,4                 | 1021,1              |
| 5   | Robert Johansson     | Norvegia      | 253,4              | 250,5                          | 237,3             | 268,2                 | 1009,4              |
| 6   | Dawid Kubacki        | Polonia       | 270,1              | 260,7                          | 218,9             | 253,3                 | 1003,0              |
| 7   | Markus Eisenbichler  | Germania      | 255,1              | 258,1                          | 236,1             | 244,5                 | 993,8               |
| 8   | Daniel-André Tande   | Norvegia      | 237,7              | 256,4                          | 255,6             | 242,6                 | 992,3               |
| 9   | Johann André Forfang | Norvegia      | 255,3              | 263,4                          | 219,3             | 239,4                 | 977,4               |
| 10  | Jernej Damjan        | Slovenia      | 241,7              | 259,3                          | 239,9             | 229,9                 | 974,1               |

## Legături externe
- de Site web oficial